# Phaeocytostroma istrica
Phaeocytostroma istrica är en svampart som beskrevs av Petr. 1921. Phaeocytostroma istrica ingår i släktet Phaeocytostroma, divisionen sporsäcksvampar och riket svampar.   Inga underarter finns listade i Catalogue of Life.